# Kvænangen (Fjord)
Kvænangen oder Kvænangenfjord (Nordsamische Sprache Návuonna) ist ein Fjord in den Gemeinden Kvænangen und Skjervøy in Troms in Norwegen. Der Fjord ist 117 km lang. Er hat seine Mündung zwischen Hylla im Westen und Ramnes im Osten. Er führt hauptsächlich in südliche Richtung und endet in Kvænangsbotn.

## Lage
Der äußere Teil des Fjords liegt östlich der Inseln Arnøya und Laukøya in Skjervøy. Südlich von Laukøya liegt Skjervøya und zwischen dieser und  Store Haukøya weiter nach Osten zweigt der große Fjordarm Reisafjord nach Südwesten ab und reicht bis Storslett. Die Insel Spildra liegt mitten im Fjord, wo dieser beginnt, sich ins Festland zu schneiden, aber Rødøya liegt weiter im Nordwesten. In der Umgebung dieser Inseln zweigen viele Fjordarme nach Osten ab. Am weitesten im Norden liegt der Olderfjord, dann folgt der Reinfjord, der Jøkelfjord, der von diesen Seitenfjorden am längsten ist und fast bis zum Gletscher Øksfjordjøkelen reicht, und zum Schluss der Lille Altafjord (deutsch Kleiner Altafjord) und der Burfjord.
Südlich von Spildra liegt die Insel Skorpa und auf der Westseite des Fjords zwischen diesen beiden Inseln liegt der straßenlose Weiler Valanhamn. Südöstlich von Skorpa liegt die Insel Nøklan und südlich von Nøklan zweigt der Badderfjord nach Osten ab. In der Gegend nördlich des Badderfjords gibt es einige Siedlungen an der Küste dieses Fjords. Aber in dieser Gegend gibt es viele Weiler, von denen Undereidet und Sekkemo am Badderfjord die größten sind. Sørstraumen liegt an der Westseite des Fjords. Dort kreuzt die E6 den Fjord mit der 440 Meter langen Brücke Sørstraumen bru. Bei Sørstraumen liegt die Insel Årøyan in der Mitte des Fjords und der Weiler Kjækan liegt auf der Ostseite. Von hier führt der schmale Sund Lillestraumen bis zum innersten Teil des Fjords, der Sørfjord genannt wird.